# Långseruds-Ed
Långseruds-Ed ist eine Ortschaft in der schwedischen Provinz Värmlands län und der historischen Provinz Värmland. Der Ort in der Gemeinde Säffle liegt an der Europastraße 18. Im Jahr 2000 hatte der Ort noch 50 Einwohner; bis 2005 sank diese Zahl jedoch weiter, sodass Långseruds-Ed den Status eines småort verlor.
Der Komponist Adolf Wiklund wurde in Långserud geboren.

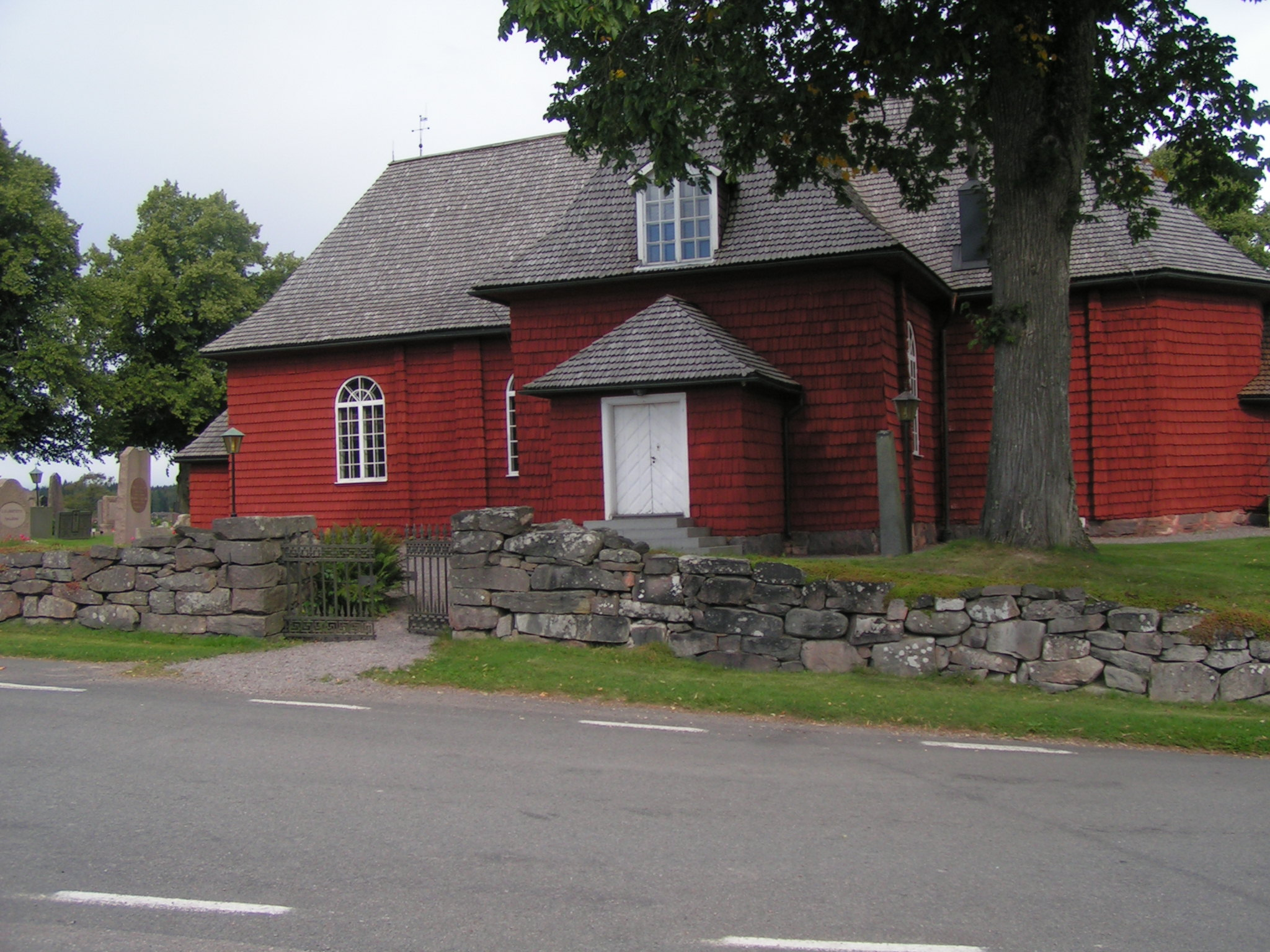
Kirche von Långserud

## Persönlichkeiten
- Johan Edman (1875–1927), Tauzieher